# FEI (entreprise)
Pour les articles homonymes, voir FEI.
FEI Company ou FEI pour Field Electron and Ion Company (Champs ioniques et Électroniques) est une société américaine qui conçoit, fabrique et maintient des technologies de microscopie entre 1971 et 2017 date à laquelle elle est rachetée par Thermo Fisher Scientific. 
Au moment du rachat, FEI est basée à Hillsboro (Oregon), et compte plus de 2 800 employés et des activités de vente et de services dans plus de 50 pays à travers le monde. Elle est également cotée sur le NASDAQ.
À la suite de son rachat, la marque FEI est progressivement remplacée par celle de Thermo Fisher Scientific.

## Histoire

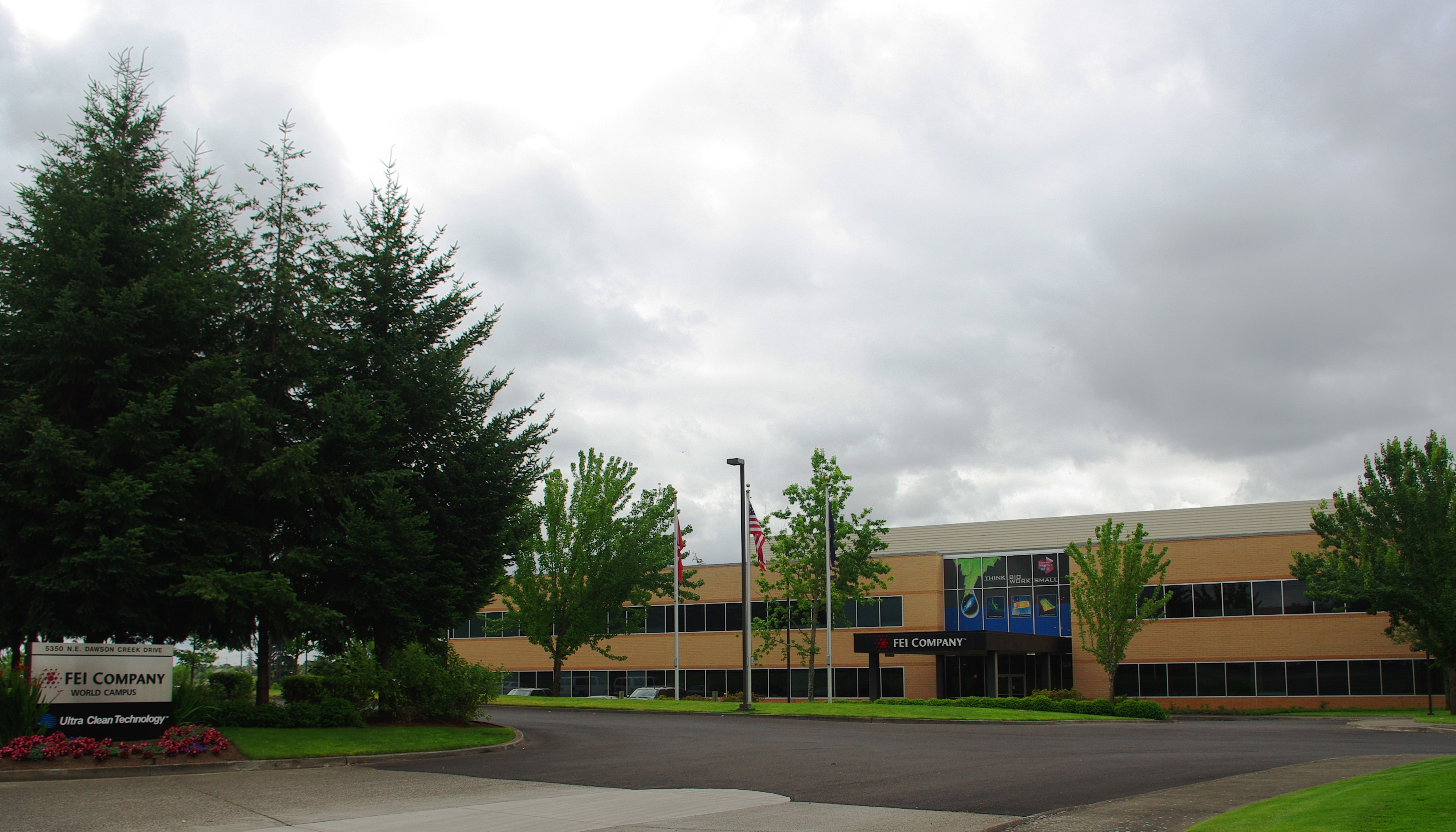
Siège de l'entreprise

FEI est fondée en 1971, par Lynwood W. Swanson, Noel R. Martin et Lloyd Swenson. L'entreprise est alors fournisseur de canons à électrons et à ions utilisés pour les émissions par effet de champ et la microscopie électronique. Le nom de FEI Company fut donné en 1973. 
En 1978, le Dr Jon Orloff (en), un spécialiste de la recherche dans les optiques pour dispositifs d'émission par effet de champ, rejoint la société en tant que quatrième partenaire. Swanson, qui était professeur de physique appliquée à l'Oregon Graduate Center (en), avait été le superviseur d'Orloff durant son doctorat. En 1981, FEI développe les sources d'ions à métal liquide, technologie qui fut largement utilisée dans l'industrie des semi-conducteurs pour les réparations de masques et l'analyse de défauts. En 1997 FEI fusionne avec Philips Electron Optics et, en 1999, acquiert la société de faisceaux d'ions Micrion. 
Le 20 décembre 2006, la société Philips Electronics International B.V. vend la totalité de ses parts dans FEI. 
En mai 2011, FEI annonce des profits records pour le deuxième trimestre consécutif avec près de 200 millions de dollars de recettes pour son deuxième trimestre. La société attribue cette croissance à une diversification de sa clientèle.
Le 27 mai 2016, Thermo Fisher Scientific Inc. annonce l'acquisition de FEI pour 4,2 milliards de dollars. Au moment de la transaction, FEI employait plus de 2700 collaborateurs dans plus de 20 pays. 
La marque FEI est aujourd'hui progressivement remplacée par celle de la division Materials & Structural Analysis de Thermo Fisher Scientific.

## Activités
La société est spécialisée dans les sondes ioniques focalisées (FIB), les microscopes électroniques à balayage, les microscopes électroniques en transmission, les QEMSCAN et les colonnes de mise au point.
La société dispose de centres de recherche et développement à Hillsboro (Oregon), Eindhoven (Pays-Bas), Munich (Allemagne), Shanghai, Tokyo, Brno, Canberra, Trondheim et Bordeaux. Elle a des services de vente et de services dans plus de 50 pays.